# Нижня Джуба

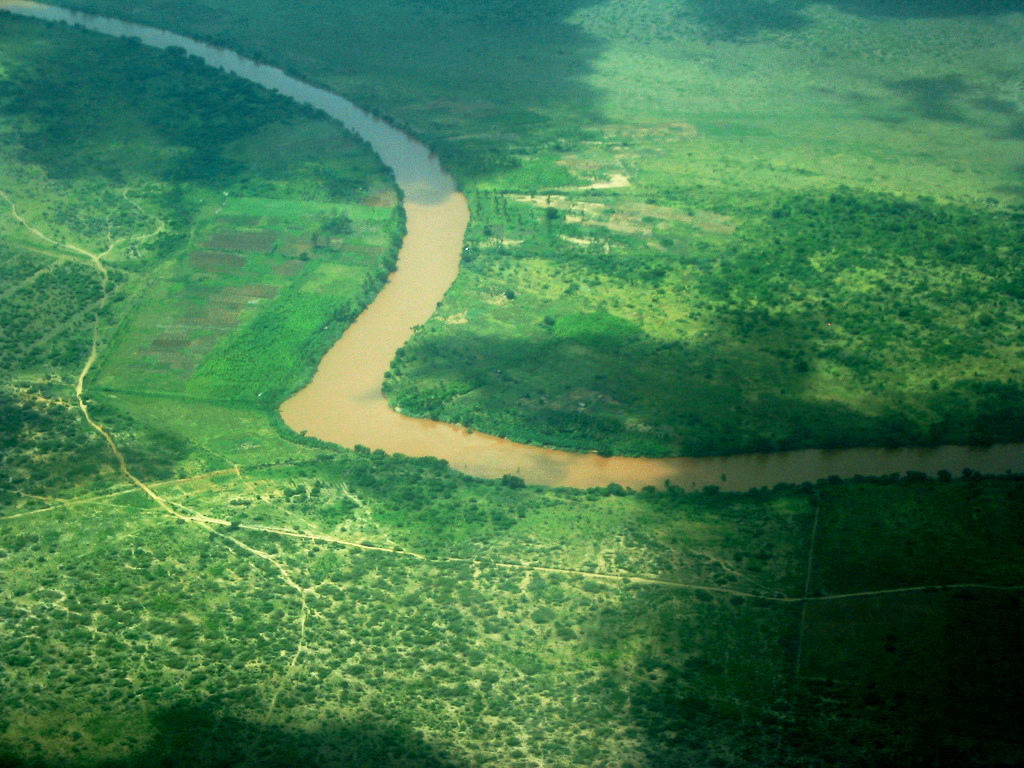
Річка Джуба біля Джамаме

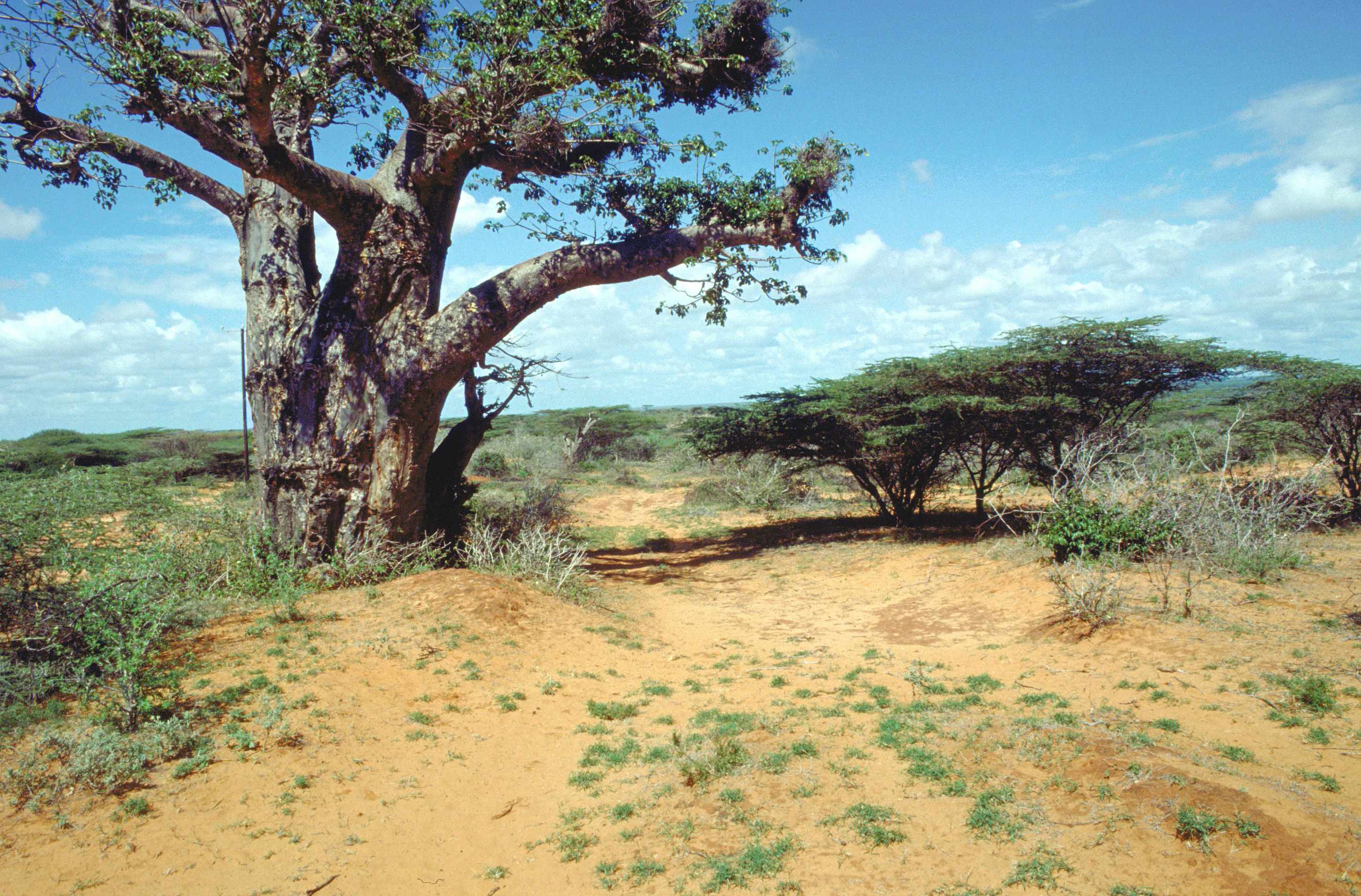
Ландшафт в околиці Кісмайо

Нижня Джуба (сом. Jubbada Hoose, араб. جوبا السفلى) - провінція на півдні Сомалі, частина історичного регіону Джубаленд. Столиця - місто Кісмайо. Провінція була створена в 1980-ті роки. На заході вона межує з Кенією, на півночі з провінцією Гедо, на сході з провінцією Середня Джуба, а на півдні - з Індійським Океаном.

## Політична ситуація
Під час громадянської війни в Сомалі провінція була під контролем організації JVA (Альянс долини Джуба), але в 2006 році владу захопив Союз ісламських судів.
У 2006 році відбулася велика повінь річки Джуба .
З початку 2007 року в цій провінції розташовувалися райони останнього оплоту Союзу ісламських судів , які США піддавали бомбардуванню . У 2008 році провінцію поділяли ісламісти і сили, лояльні до Перехідного федерального уряду Сомалі
У 2010-2011 роки провінція перебувала під контролем Харакат аш-Шабабу. З осені 2011 у ході Операції Лінда Нчі сили Харакат аш-Шабаб були з території провінції в основному витіснені, а восени 2012 року було звільнене місто Кісмайо.
На 2014 рік Нижня Джуба формально входить до складу автономного утворення Джубаленд, яке підписало угоду з Федеральним урядом Сомалі, і є ареною зіткнень сил ФПС з Харакат аш Шабабом.

## Райони
Нижня Джуба ділиться на п'ять районів:
- Афмадов (район) [en]
- Бададе (район) [en]
- Джамаме (район) [en]
- Кісмайо (район) [en]
- Хагар (район) [en]

В провінцію входять також острова Баджуні.

## Великі міста
- Афмадов (Afmadow)
- Джамаме
- Кісмайо
- Рас-Камбоні